# 爱登堡猪笼草
爱登堡猪笼草（学名：Nepenthes attenboroughii）菲律宾巴拉望省中部特有的热带食虫植物。其种加词来源于著名播音员和博物学家大卫·爱登堡。其模式标本采集于巴拉望省中部的维多利亚山。
2010年5月，亚利桑那州立大学的物种考察国际研究所将爱登堡猪笼草列为“2009年十大新物种”之一。2012年，IUCN物种存续委员会与伦敦动物协会合作将爱登堡猪笼草列入《2012年世界100个最受威胁的物种列表》中。

## 植物学史
经过2个月对菲律宾群岛猪笼草物种的实地考察，2007年6月，阿拉斯泰尔·罗宾逊、斯图尔特·麦克弗森和沃尔克·海因里希描述了爱登堡猪笼草。该考察源于2000年一些传教士在维多利亚山上发现了一种巨大的猪笼草。
2009年2月，爱登堡猪笼草的正式描述发表于《林奈学会植物学杂志》。“A. Robinson AR001”号标本被指定为模式标本，其存放于普林塞萨港的巴拉望州立大学植物标本馆（PPC）中。
爱登堡猪笼草还出现于2009年5月斯图尔特·麦克弗森出版的专著《旧大陆的猪笼草》，及2009年12月的《食虫植物通讯》中。

## 形态特征

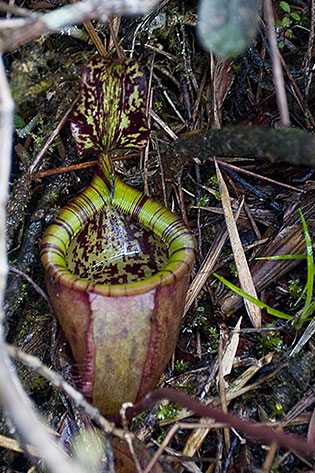
爱登堡猪笼草的下位笼

爱登堡猪笼草为陆生草本或藤本植物。茎直径可达3.5厘米，可高达1.5米，呈圆柱形。

### 叶
爱登堡猪笼草的叶片无柄或具小叶柄。莲座状植株的叶片可长达30厘米，宽至10厘米，而攀缘茎的叶片可长达40厘米，宽至15厘米。叶片为椭圆形，叶尖为钝尖，叶基渐狭，包住茎部周长的三分之二，下延2至3厘米。

### 捕虫笼
爱登堡猪笼草可产生非常巨大的捕虫笼，有时甚至可以超过马来王猪笼草（N. rajalh）捕虫笼典型的尺寸。爱登堡猪笼草捕虫笼的容积通常可超过1.5升，偶尔可超过2升。其下位笼很脆，为钟形，可高达30厘米，宽至16厘米。笼蔓长30至40厘米，直径为4至9毫米。笼蔓扁平，截面为扁圆形。爱登堡猪笼草的上位笼与下位笼类似，但一般为漏斗形，可高达25厘米，宽至12厘米。

### 花序
爱登堡猪笼草的花序为总状花序，可长达80厘米。雄性花序约有100个具花梗的花朵，花序轴可长达45厘米，曾记录到雄性花序分叉。花朵无苞片，具红色的花被片。花被片为宽卵形，具钝尖。雌性花序较短，可长达65厘米，不分叉，约有70个具花梗的花朵，花序轴可长达20厘米。花被片为褐色至紫色，卵形，具急尖。

## 生态关系
爱登堡猪笼草是巴拉望省特有的热带食虫植物，海拔分布范围为1600米至1726米。原仅发现于维多利亚山，之后在又在维多利亚高地最大的山峰Sagpaw山及相连的山脊上发现了爱登堡猪笼草。其散布于高0.8至1.8米的灌木丛中。其与其他几种猪笼草物种同域分布，但尚未发现它们之间的自然杂交种。
维多利亚山顶峰的植被包括薄子木属植物（Leptospermum）、酸脚杆属植物（Medinilla）、剑叶龙血树属植物（Pleomele）、越橘属植物（Vaccinium）、各种草本植物及超基茅膏菜（Drosera ultramafica）。

## 保护状况
考虑到爱登堡猪笼草分布局限及盗采者的威胁，國際自然保護聯盟将其保护状况评估为极危。

## 食虫性

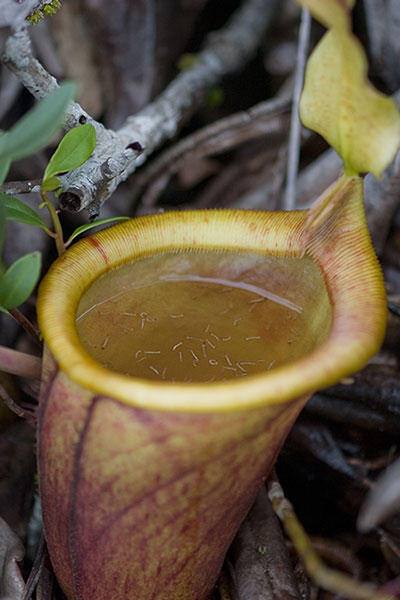
爱登堡猪笼草下位笼内生存着大量蚊子的幼虫

爱登堡猪笼草的捕虫笼常暴露于环境中，因此捕虫笼内常充满液体。但这些液体并不均一而是分为两层，上层为水状，下层为粘液状。上层液体内生活着许多共生生物，特别是蚊子的幼虫，所以该物种的捕虫笼不仅可从捕获到的昆虫中获益，还能从这些生活在捕虫笼内的共生生物产生排泄物中得到好处。
2009年底，许多国家的媒体都报道说爱登堡猪笼草的捕虫笼能够捕捉老鼠。虽然其捕虫笼大到足以装下一个老鼠，但在其模式描述中写道，尚未在该物种捕虫笼内发现过任何鼠类的身影。随后模式描述的作者阿拉斯泰尔·罗宾逊进行了澄清，他认为该物种是有可能捕获到鼠类的，但这更可能是巧合，而不是捕虫笼的功能；而大型的昆虫和飞虫才是其主要的猎物。
2012年10月，阿拉斯泰尔·罗宾逊一行人在对维多利亚山的一次考察中，在爱登堡猪笼草的捕虫笼中发现了一具树鼩的尸体。两个月后，其再次对该捕虫笼进行了检查，并评估了尸体的消化速度。结果发现在数周内，原先完好的尸体已变为一具骨架，只有少量的内脏及毛发仍残留于捕虫笼底部。

## 相关物种
爱登堡猪笼草与其他一些猪笼草物种之间存在着密切的近缘关系：迪安猪笼草（N. deaniana）、莱昂纳多猪笼草（N. leonardoi）、曼塔灵阿汉山猪笼草（N. mantalingajanensis）、惊奇猪笼草（N. mira）和巴拉望岛猪笼草（N. palawanensis），及棉兰老岛的盾叶猪笼草（N. peltata）和婆罗洲的马来王猪笼草。
爱登堡猪笼草与婆罗洲和棉兰老岛的物种之间的关系，与在惊奇猪笼草描述中所作的观察结果一致。这进一步说明了爱登堡猪笼草的模式描述是以往忽略了的古地理学证据。基于这一证据，其作者认为这些主要生长于巴拉望岛和棉兰老岛超基性土壤中物种，很可能是婆罗洲的共同祖先辐射种化（radiative speciation）的结果。

## 扩展阅读
- （印尼文） Dua Malam Demi Attenboroughii. Trubus, November 3, 2008.
- 食虫植物照片搜寻引擎中（页面存档备份，存于） 爱登堡猪笼草的照片

 维基共享资源上的相關多媒體資源：爱登堡猪笼草
 維基物種上的相關：爱登堡猪笼草